# Гельфер Семен Григорович
Гельфер Семен Григорович (нар. 1924 — пом. 29 вересня 1943) — молодший сержант радянської армії, учасник німецько-радянської війни, герой радянського союзу (1943).

## Біографія
Народився в Одесі в сім'ї робітника. По закінченні 7 класів працював автослюсарем. В 1941 році був евакуйований з батьками до Ташкенту. У 1942 році призваний в Червону армію Ташкентським ГВК.
У діючій армії з 1943 року. Відділення мотострілецького батальйону під його командуванням в ніч на 22 вересня 1943 року в числі перших в батальйоні форсувало Дніпро і вступило у бій на правому березі річки. У бою за села Цибулини і Григорівка (Канівський район, Черкаська область) Було підбито 2 ворожих танки і мотоцикл. 29 вересня о бою за висоту замінив загиблого командира взводу, повів взвод в атаку, особисто підбив ще один танк противника. Загинув у цьому бою.
Похований у селі Малий Букрин Миронівський район Київська область, де встановлено пам'ятник Героям форсування Дніпра.